# Dům U Minuty
Dům U Minuty je dům čp. 3/I na pražském Starém Městě v Praze 1, na Staroměstském náměstí č. 2, mezi Staroměstskou radnicí a domem U Zlatého rohu. Je chráněn jako kulturní památka České republiky.

## Historie

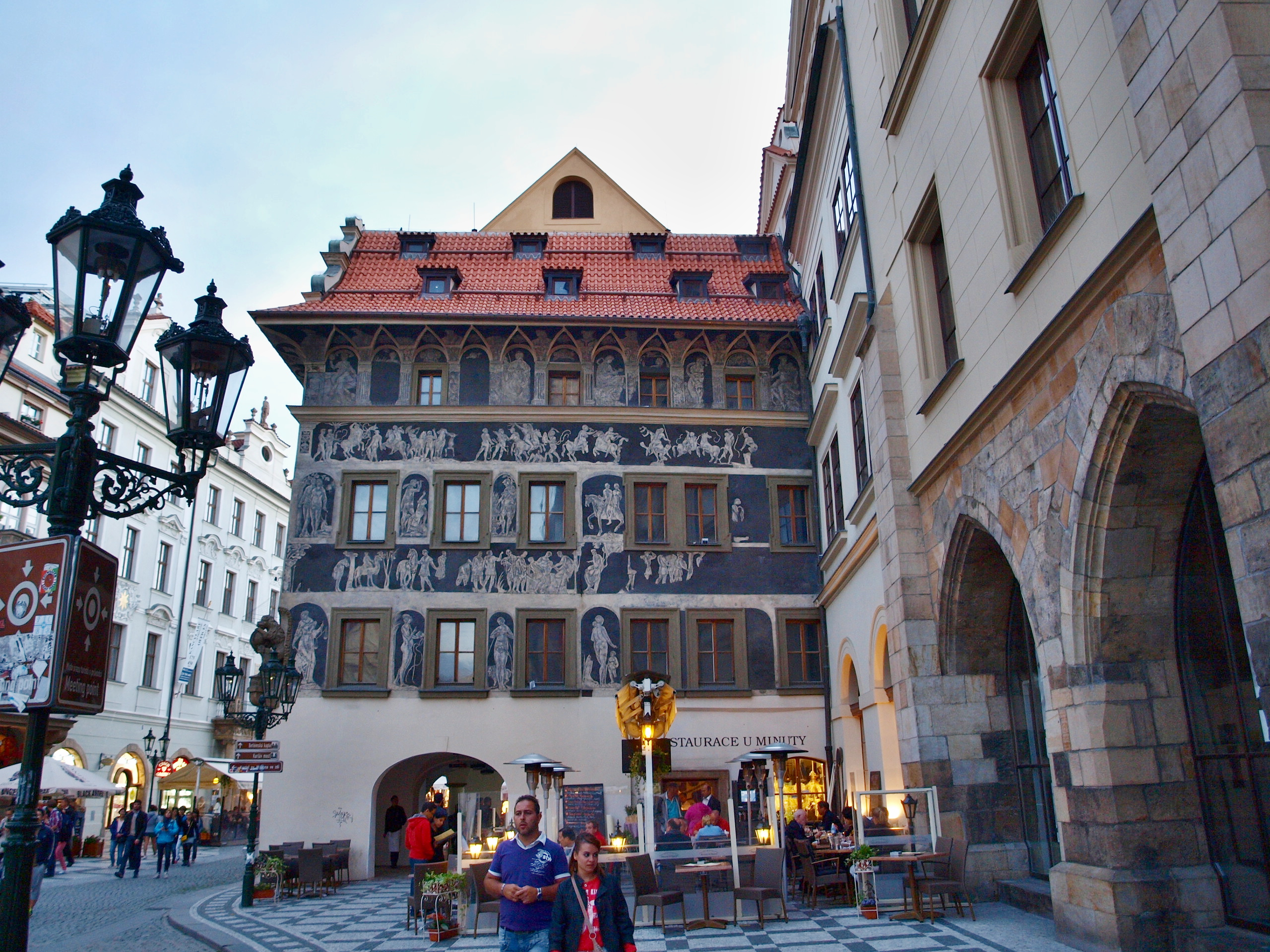
Dům U Minuty se sgrafity

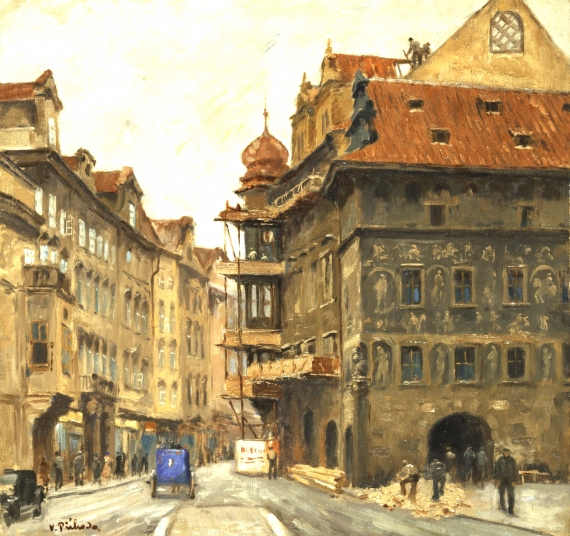
Dům U Minuty, olej Václav Příhoda (1888 - 1941)

Dům byl jako pozdně gotická novostavba postaven někdy na počátku 15. století pravděpodobně na místě zrušené uličky a byl dosti malý s malým dvorkem, ale už měl dvě patra. V roce 1430 k němu byla připojena část sousedního domu. Před rokem 1564 byl upravován, nízké třetí patro s lunetovou římsou bylo přistavěno koncem 16. století. Sgrafita vznikla ve dvou etapách – před rokem 1600 a před rokem 1615, během barokních úprav byla zabílena, obnovena byla ve 20. letech 20. století. V roce 1938 bylo proraženo loubí domu, které před tím neexistovalo. Na domu jsou vyobrazeny biblické výjevy společně se zachycením renesančního života. Můžeme zde nalézt i obrazy ze života lidí ve starověkém Řecku.
Dům sloužil jako lékárna, odtud pochází název u Bílého lva a později se z něj stal Tabák, zde se poprvé objevil název Dům U Minuty. Před východním průčelím domu směrem k Staroměstské radnicí stál od roku 1883 meteorologický sloup.
V domě v letech 1889–1896 bydlel s rodiči Franz Kafka, narodily se zde všechny jeho sestry.